# Pouzolzia peteri
Pouzolzia peteri är en nässelväxtart som beskrevs av I. Friis. Pouzolzia peteri ingår i släktet Pouzolzia och familjen nässelväxter. Inga underarter finns listade i Catalogue of Life.